# Ту-Бордерс
Ту-Бордерс (англ. Two Borders) — муніципалітет в Канаді, у провінції Манітоба.

## Населення
За даними перепису 2016 року, муніципалітет нараховував 1175 жителів, показавши скорочення на 10,3%, порівняно з 2011-м роком. Середня густина населення становила 0,5 осіб/км².
З офіційних мов обидвома одночасно володіли 25 жителів, тільки англійською — 1 150. Усього 10 осіб вважали рідною мовою не одну з офіційних.
Працездатне населення становило 79,1% усього населення, рівень безробіття — 4,4% (6% серед чоловіків та 2,7% серед жінок). 62,3% були найманими працівниками, 37,7% — самозайнятими.
Середній дохід на особу становив $46 434 (медіана $36 710), при цьому для чоловіків — $52 678, а для жінок $39 599 (медіани — $43 093 та $31 680 відповідно).
31% мешканців мали закінчену шкільну освіту, не мали закінченої шкільної освіти — 28,5%, 40,5% мали післяшкільну освіту, з яких 16% мали диплом бакалавра, або вищий.
| Статево-вікова структура населення | Статево-вікова структура населення | Статево-вікова структура населення | Статево-вікова структура населення | Статево-вікова структура населення |
| ---------------------------------- | ---------------------------------- | ---------------------------------- | ---------------------------------- | ---------------------------------- |
|                                    |                                    |                                    |                                    |                                    |
| Всього                             | Всього                             | 51,9%48,1%                         |                                    |                                    |
| 0 — 14 років                       | 0 — 14 років                       |                                    | 17,5%                              | 17,5%                              |
| 15 — 64 років                      | 15 — 64 років                      |                                    | 63,2%                              | 63,2%                              |
| 65 і більше                        | 65 і більше                        |                                    | 19,2%                              | 19,2%                              |
| 85 і більше                        | 85 і більше                        |                                    | 0,9%                               | 0,9%                               |
| Середній вік (років)               | Середній вік (років)               | 42,942,0                           | 42,4                               | 42,4                               |
| Медіана (років)                    | Медіана (років)                    | 45,445,0                           | 45,4                               | 45,4                               |
| — чоловіки — жінки                 |                                    |                                    |                                    |                                    |

| Походження мешканців:     | Походження мешканців:     | Походження мешканців: | Походження мешканців: | Походження мешканців: |
| ------------------------- | ------------------------- | --------------------- | --------------------- | --------------------- |
| Походження                |                           |                       | осіб                  | %                     |
| Корінні американці        | Корінні американці        |                       | 45                    | 3.83%                 |
| Інше північноамериканське | Інше північноамериканське |                       | 340                   | 28.94%                |
| Європейське               | Європейське               |                       | 1 020                 | 86.81%                |
| британське                | британське                |                       | 885                   | 75.32%                |
| французьке                | французьке                |                       | 115                   | 9.79%                 |
| українське                | українське                |                       | 90                    | 7.66%                 |

| Зайнятість населення за галузями (за класифікацією NOC): | Зайнятість населення за галузями (за класифікацією NOC): | Зайнятість населення за галузями (за класифікацією NOC): | Зайнятість населення за галузями (за класифікацією NOC): | Зайнятість населення за галузями (за класифікацією NOC): |
| -------------------------------------------------------- | -------------------------------------------------------- | -------------------------------------------------------- | -------------------------------------------------------- | -------------------------------------------------------- |
|                                                          |                                                          |                                                          |                                                          |                                                          |
| Управління                                               | Управління                                               |                                                          | 32,7%                                                    | 32,7%                                                    |
| Бізнес, фінанси та адміністрування                       | Бізнес, фінанси та адміністрування                       |                                                          | 9,4%                                                     | 9,4%                                                     |
| Природничі та прикладні науки                            | Природничі та прикладні науки                            |                                                          | 3,1%                                                     | 3,1%                                                     |
| Охорона здоров'я                                         | Охорона здоров'я                                         |                                                          | 4,4%                                                     | 4,4%                                                     |
| Освіта, правозахист, муніципальні та урядові служби      | Освіта, правозахист, муніципальні та урядові служби      |                                                          | 5%                                                       | 5%                                                       |
| Мистецтво, культура, відпочинок та спорт                 | Мистецтво, культура, відпочинок та спорт                 |                                                          | 1,9%                                                     | 1,9%                                                     |
| Роздрібна торгівля та послуги                            | Роздрібна торгівля та послуги                            |                                                          | 15,1%                                                    | 15,1%                                                    |
| Гуртова торгівля, транспорт та обладнання                | Гуртова торгівля, транспорт та обладнання                |                                                          | 8,8%                                                     | 8,8%                                                     |
| Природні ресурси, сільське господарство                  | Природні ресурси, сільське господарство                  |                                                          | 17%                                                      | 17%                                                      |
| Виробництво                                              | Виробництво                                              |                                                          | 2,5%                                                     | 2,5%                                                     |

## Населені пункти
До складу муніципалітету входить містечко Меліта, а також хутори, інші малі населені пункти та розосереджені поселення.

## Клімат
Середня річна температура становить 3,4°C, середня максимальна – 24,6°C, а середня мінімальна – -23,2°C. Середня річна кількість опадів – 421 мм.
| Клімат поселення                              | Клімат поселення | Клімат поселення | Клімат поселення | Клімат поселення | Клімат поселення | Клімат поселення | Клімат поселення | Клімат поселення | Клімат поселення | Клімат поселення | Клімат поселення | Клімат поселення | Клімат поселення |
| Показник                                      | Січ.             | Лют.             | Бер.             | Квіт.            | Трав.            | Черв.            | Лип.             | Серп.            | Вер.             | Жовт.            | Лист.            | Груд.            |                  |
| Середній максимум, °C                         | −9,6             | −5,19            | 1,40             | 11,18            | 18,86            | 23,94            | 24,58            | 24,11            | 18,20            | 11,04            | 0,89             | −7,75            |                  |
| Середня температура, °C                       | −16,4            | −12,03           | −5,42            | 4,35             | 12,02            | 17,13            | 19,57            | 19,11            | 13,19            | 6,04             | −4,13            | −12,76           |                  |
| Середній мінімум, °C                          | −23,23           | −18,85           | −12,24           | −2,48            | 5,21             | 10,31            | 14,57            | 14,10            | 8,18             | 1,03             | −9,14            | −17,77           |                  |
| Норма опадів, мм                              | 17               | 13               | 21               | 25               | 59               | 75               | 61               | 49               | 32               | 30               | 18               | 21               |                  |
| Середньомісячна швидкість вітру, м/с          | 4.40             | 4.40             | 4.50             | 4.70             | 4.80             | 4.20             | 3.70             | 3.80             | 4.11             | 4.40             | 4.30             | 4.38             |                  |
| Середньомісячна сонячна радіація, кДж/м²·день | 4227             | 7574             | 12846            | 17054            | 20270            | 21588            | 22581            | 19150            | 13545            | 8311             | 4496             | 3370             |                  |
| --------------------------------------------- | ---------------- | ---------------- | ---------------- | ---------------- | ---------------- | ---------------- | ---------------- | ---------------- | ---------------- | ---------------- | ---------------- | ---------------- | ---------------- |
| Джерело:                                      |                  |                  |                  |                  |                  |                  |                  |                  |                  |                  |                  |                  |                  |